# کلیسای انجیلی جماعت آلمانی‌زبان ایران
کلیسای انجیلی جماعت آلمانی زبان ایران (به آلمانی: Evangelische Gemeinde Deutscher Sprache in Iran) کلیسایی در شهر تهران ایران است که در سال ۱۹۵۷ میلادی ساخته شده و وابسته به کلیسای انجیلی در آلمان می‌باشد. این کلیسا بنای آجری دارد و در محلهٔ قلهک تهران واقع شده‌است. ظرفیت این کلیسا ۱۲۰ نفر می‌باشد. این کلیسا توسط پروتستانهای آلمانی، سوئیسی و اتریشی ساخته شد. در نخستین هفته از هر ماه هم برنامه‌های کلیسا به زبان انگلیسی نیز اجرا می‌شود.